# Мерсе
Ме́рсе (итал. Merse) — река в Италии, в области Тоскана, в провинциях Сиена и Гроссето.

## Описание
Исток реки находится на склонах холмов Коллине-Металлифере, к востоку от коммуны Монтьери. Река течёт сперва в восточном направлении, затем меняет своё направление на северо-восток, затес снова на восток, после чего поворачивает на юг. Впадает в реку Омброне. Длина реки — около 70 км.
В долине реки в 1996 году были основаны два заповедника — заповедник Верхнего Мерсе площадью 20 000 гектаров и основанный в 1996 году заповедник Нижнего Мерсе площадью 1478 гектаров.